# Марински процес
Марински процес је геоморфолошки процес који настаје деловањем великих стајаћих вода. Под стајаћим водама се подразумевају веће водене масе које немају сталан смер кретања – океани, мора и језера. Тако, марински процес у себе укључује два процеса, која се обично раздвајају – марински процес у ужем смислу, који означава дејство океана и мора, и лимнички процес, који представља геоморфолошко дејство језера.
Иако постоји јасна граница између океана и мора, као и између мора и језера, у пракси се ови термини врло лако могу помешати. Обично се говори само о разликама које потичу од величине водене површине, запремине акумулације и енергије коју она поседује. Међутим, нигде није дефинисано колики ти параметри морају бити да би водена површина била океан или море, односно, море или језеро. Из тог разлога се геоморфолошко дејство све ове три водене акумулације обухвата под заједничким називом марински процес.
Због чињенице да 71% укупне површине Земље заузимају стајаће воде, може се стећи утисак да марински процес представља најзначајнији егзогени процес приликом измене рељефа. Међутим, марински процес ограничен је само на узак приобални део, зону контакта копна и мора. Такође, мора се узети у обзир и чињеница да се у току геолошке прошлости Земље више пута мењао распоред мора и копна. Из тог разлога, неки делови који се сада налазе врло далеко од обале, имају изразит марински тип рељефа.
Термин марински процес врло се често мења термином абразија, међутим, та замена није исправна. Абразија представља ерозију стајаћих вода, али како марински процес садржи, поред ерозије, и транспорт и акумулацију, један његов део не сме се заменити са целим процесом.
Опште карактеристике маринског процеса су развијање у уским приобалним подручјима контакта мора и копна, као и да је сталан и дуготрајан и да временом мења ниво.

## Механизам процеса
Агенс маринског процеса чини кинетичка енергија стајаћих (условно речено стајаћих) вода. Ове, „стајаће“ воде су у непрекидном кретању, које се обавља у виду таласа, плиме и осеке и морских струја.
Таласи представљају најзначајнији вид преноса енергије са једног краја водене површи на други. Узрок настанка таласа може бити двојак – могу настати под дејством ветра, али и под дејством ендогене активности. Таласи који настају под дејством ветра знатно су мањих димензија од оних који настају услед ендогених активности. Њихова просечна висина је 3 – 4 m, али може достићи и 10 – 20 m, а осцилаторно кретање воде осећа се до дубине од 10 m. Највећу снагу ови таласи имају у приобалном делу. Тада осцилаторно кретање воде прелази у хоризонтално, па талас удара у обалу великом снагом.
Ендогени узроци настанка таласа су подморске вулканске ерупције, земљотреси, чији се епицентар налази на морском дну, као и подводна клизишта која изазивају ови земљотреси. Ови таласи носе јапански назив цунами. Њихова амплитуда може достићи чак 30 — 40 m. Висина цунами таласа на отвореном мору је мања од 1 m, па их не могу регистровати ни бродови. Њихова висина повећава се близу обале. Забележене су висине цунами таласа од чак 37 m. Када се овај водени зид обруши на обалу, има велику разорну моћ. Међутим, у поређењу за хиљадугодишњим утицајем обичних таласа, цунами таласи имају врло малу разорну моћ.
Плима и осека највећи утицај имају у приобалном региону, где дубина мора не достиже више од неколико десетина метара. Немају разорну моћ, већ се њиховим дејством само премешта и обрађује материјал који је настао дејством таласа. Због тога се може рећи да је, у маринском процесу, утицај овог фактора само транспортни. У великим језерима, плима и осека немају никакав морфолошки утицај.
Морске струје, такође, уопште немају, или имају врло мали, значај у маринском процесу, због тога што се углавном крећу далеко од обала. Врло мали део еродованог материјала може доспети до дубоких региона, којима се крећу морске струје, и тако бити изложен транспортном дејству морских струја.